# Villa medicea di Marignolle

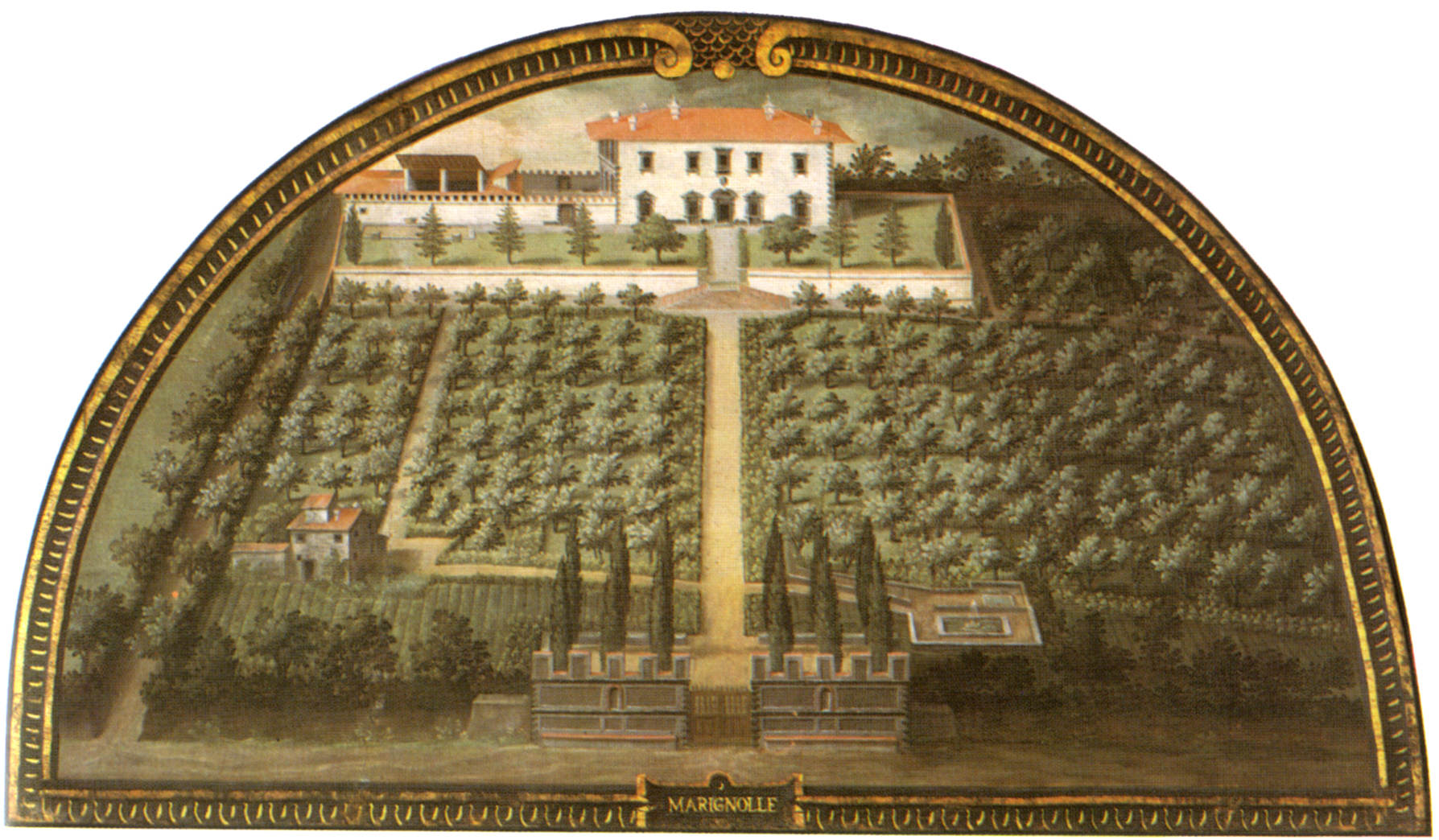
Marignolle, lunetta di Giusto Utens

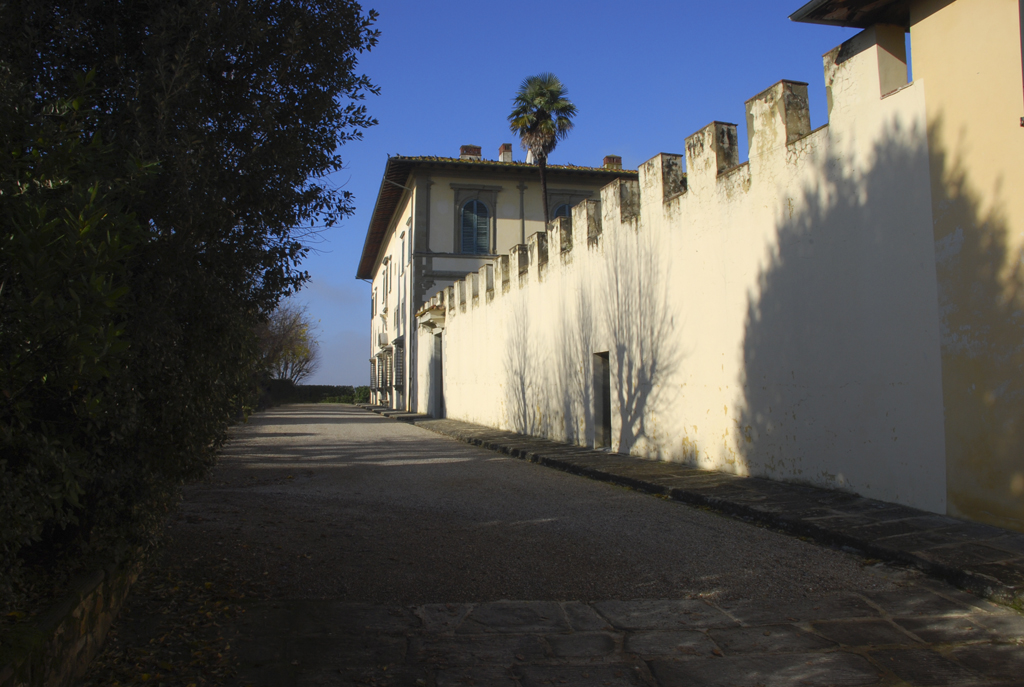
La villa di Marignolle oggi

La Villa Medicea di Marignolle si trova nel sobborgo sud di Firenze, in via di Santa di Maria a Marignolle 30 (ma l'antico portale d'entrata è in via del Ferrone 1), sulle colline tra Soffiano e il Galluzzo.

## Storia e descrizione
Nel Trecento appartenne alla famiglia Sacchetti e da essi venne venduta come "casa da signore" nel 1550 a Lorenzo di Pietro Ridolfi. Venne confiscata a quest'ultimo dal principe Francesco de' Medici, per via del suo coinvolgimento nella Congiura dei Pucci (1560), che aveva nelle intenzioni l'eliminazione del granduca Cosimo I, padre di Francesco.
Dopo essere stata ristrutturata dall'architetto di corte Bernardo Buontalenti, Francesco la donò al figlio naturale avuto dall'amante e futura seconda moglie Bianca Cappello, Don Antonio.
La dimora, l'unica dei Medici in questa parte della città, è caratterizzata da un unico blocco sviluppato in senso longitudinale, con un'ampia facciata affacciata verso Firenze rimasta per lo più intatta nello stile sobrio cinquecentesco, caratterizzata da un intonaco bianco sul quale spiccano i portali e le finestre incorniciati da pietra serena grigia.
A destra della villa si apriva uno "Stanzone" usato per il gioco della pallacorda con grandi abbaini, edificato nel 1596 dall'architetto Gherardo Mechini.
Il parco, dove ancora oggi si trovano alcuni cipressi secolari, è caratterizzato da un viale rettilineo centrale affiancato da terreni un tempo alberati (come si vede dalla lunetta di Giusto Utens). Il cancello monumentale si trova ai piedi della collina.
Nel 1621 la villa e la fattoria vennero acquistate da Girolamo Capponi, e rimasero in possesso della sua famiglia fino all'estinzione, avvenuta nell'Ottocento con il famoso statista e letterato Gino Capponi, morto nel 1876, che proprio qui venne sepolto, nella cappella della villa, prima di essere traslato nella basilica di Santa Croce. La villa passò quindi per via ereditaria alla figlia di Gino, Marianna Capponi, sposa del marchese Francesco Gentile-Farinola e in seguito a Giulia Gentile-Farinola, sposa del marchese Luigi Ridolfi, senatore del Regno, che vi morì nel 1909. Nel 1939 i nipoti Luigi Ridolfi e Roberto Ridolfi alienarono la proprietà alla famiglia di antiquari Bellini, che la tennero fino al 1976. 
La villa è ancora oggi proprietà privata, e non è visitabile al pubblico.